# حساسية ونوعية

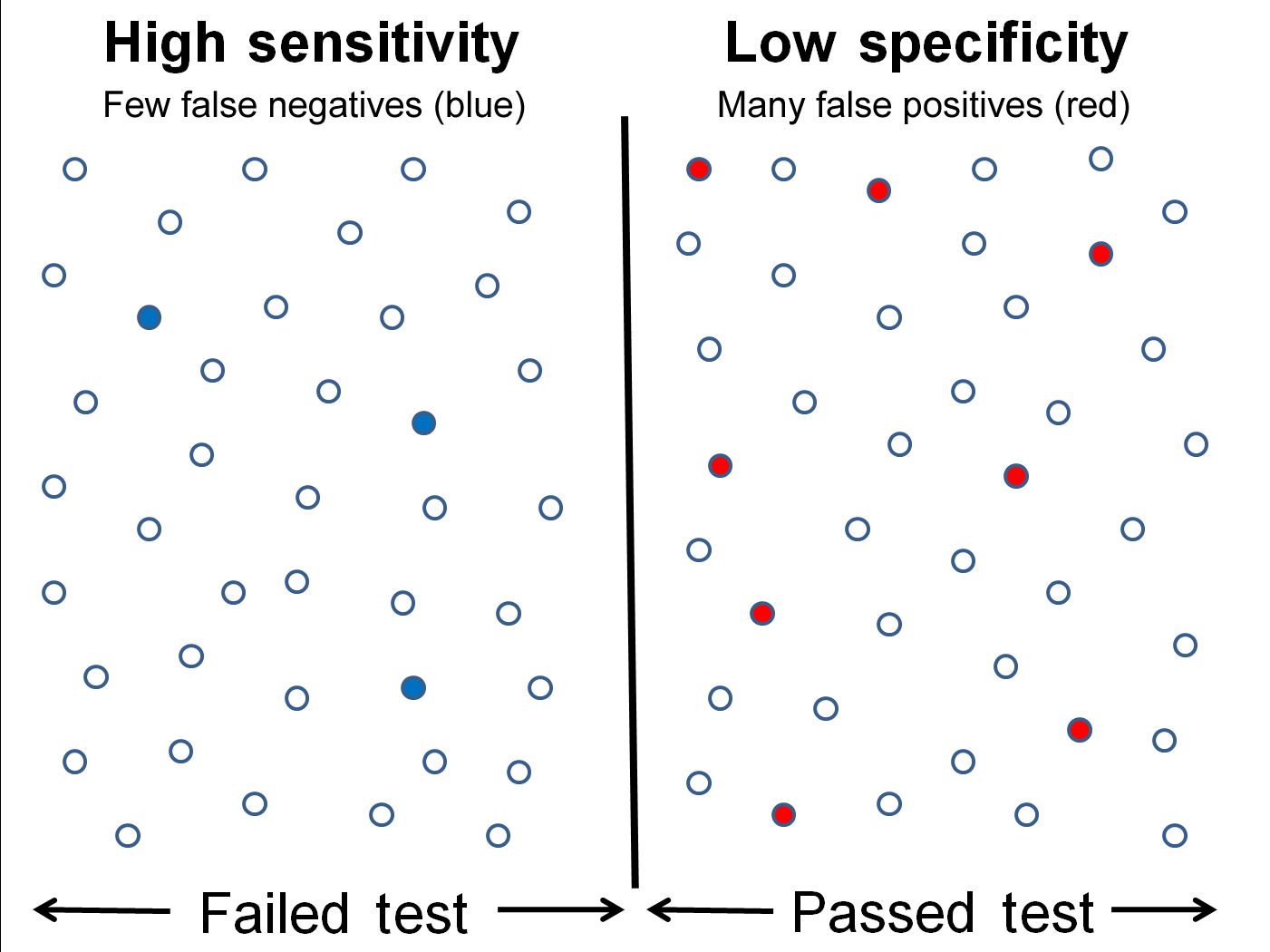

الحساسية والنوعية (بالإنجليزية: Sensitivity and specificity)‏ مقاييس احصائية لأداء اختبار التصنيف الثنائي، كما يعرف في الإحصاء بصفته تصنيف إحصائي:
- الحساسية (ويعرف كذلك بأنه المعدل الموجب الحقيقي، كما تسمى بالمراجعة في بعض المجالات) هي مقياس للأشياء الموجبة التي عرفت بشكل صحيح (مثل النسبة المئوية للأشخاص الذين شخصوا بشكل صحيح بأنه مصابون بمرض معين)، وهي متممة للمعدل السالب الحقيقي.
- النوعية (ويعرف كذلك بأنه المعدل السالب الحقيقي) هي مقياس للأشياء السالبة التي عرفت بشكل صحيح (مثل النسبة المئوية للأشخاص الأصحاءالذين شخصوا بأنهم غير مصابين بمرض معين)، وهي متممة للمعدل الموجب الحقيقي.

المؤشر المثالي قد يوصف بأنه حساس 100٪ (مثلا كل المرضى عرفوا بأنهم مرضى) أو نوعي 100٪ (مثلا كل الأصحاء عرفوا بأنهم ليسوا مرضى)، ومع ذلك، فمن الناحية النظرية فإن أي مؤشر يمتلك مرتبط خطأ يدعى بنسبة خطأ بايز.

## التعاريف
| موجب حقيقي (TP) معادل مع دقة سالب حقيقي (TN) معادل مع رفض صحيح موجب خاطئ (FP) معادل مع إنذار كاذب، خطأ النوع الأول سالب خاطئ (FN) معادل مع ضياع، خطأ النوع الثاني حساسية أو المعدل الموجب الحقيقي (TPR) معادل مع معدل الإصابة، استعادة {\displaystyle {\mathit {TPR}}={\mathit {TP}}/P={\mathit {TP}}/({\mathit {TP}}+{\mathit {FN}})} نوعية (SPC) أو المعدل السالب الحقيقي {\displaystyle {\mathit {SPC}}={\mathit {TN}}/N={\mathit {TN}}/({\mathit {TN}}+{\mathit {FP}})} دقة أو قيمة تنبؤية إيجابية (PPV) {\displaystyle {\mathit {PPV}}={\mathit {TP}}/({\mathit {TP}}+{\mathit {FP}})} قيم تنبؤية إيجابية وسلبية (NPV) {\displaystyle {\mathit {NPV}}={\mathit {TN}}/({\mathit {TN}}+{\mathit {FN}})} سقوط أو معدل موجب خاطئ (FPR) {\displaystyle {\mathit {FPR}}={\mathit {FP}}/N={\mathit {FP}}/({\mathit {FP}}+{\mathit {TN}})=1-{\mathit {SPC}}} معدل سالب خاطئ (FNR) {\displaystyle {\mathit {FNR}}={\mathit {FN}}/({\mathit {TP}}+{\mathit {FN}})=1-{\mathit {TPR}}} معدل اكتشاف خاطئ (FDR) {\displaystyle {\mathit {FDR}}={\mathit {FP}}/({\mathit {TP}}+{\mathit {FP}})=1-{\mathit {PPV}}} دقة (ACC) {\displaystyle {\mathit {ACC}}=({\mathit {TP}}+{\mathit {TN}})/(P+N)} قيمة ف1 هو المتوسط التوافقي للدقة والحساسية {\displaystyle {\mathit {F1}}=2{\mathit {TP}}/(2{\mathit {TP}}+{\mathit {FP}}+{\mathit {FN}})} معامل ارتباط ماثيوز (MCC) {\displaystyle {\frac {{\mathit {TP}}\times {\mathit {TN}}-{\mathit {FP}}\times {\mathit {FN}}}{\sqrt {({\mathit {TP}}+{\mathit {FP}})({\mathit {TP}}+{\mathit {FN}})({\mathit {TN}}+{\mathit {FP}})({\mathit {TN}}+{\mathit {FN}})}}}} معلومية {\displaystyle {\mathit {TPR}}+{\mathit {SPC}}-1} موسومية {\displaystyle {\mathit {PPV}}+{\mathit {NPV}}-1} المصادر: Fawcett (2006) and Powers (2011). |

بصورة عامة:
- موجب حقيقي: معرف بصورة صحيحة
- موجب خاطئ: معرف بصورة غير صحيحة
- سالب حقيقي: مرفوض بصورة صحيحة
- سالب خاطئ: مرفوض بصورة غير صحيحة

من الناحية الطبية على سبيل المثال:
- موجب حقيقي: مريض شخص بصورة صحيحة على أنه مريض
- موجب خاطئ: سليم شخص بصورة غير صحيحة على أنه مريض
- سالب حقيقي: سليم شخص بصورة صحيحة على أنه سليم
- سالب خاطئ: مريض شخص بصورة غير صحيحة على أنه سليم